# Stenobiini
Stenobiini – plemię chrząszczy z rodziny kózkowatych i z podrodziny zgrzypikowych.

## Zasięg występowania
Przedstawiciele tego plemienia występują w Afryce Subsaharyjskiej od Beninu i Etiopii na płn. po RPA na płd.

## Systematyka
Do Stenobiini należy 14 gatunków i 6 rodzajów:
- Aphalanthus
- Emphreus
- Plectroscapoides
- Plectroscapus
- Stenobia
- Temnoscelis